# Federico Gastón Fernández
Federico Fernández (Buenos Aires, 17 de octubre de 1989) es un jugador argentino de balonmano que juega en el club UNLu en la posición de extremo izquierdo. Formó parte de la Selección nacional.
En el Campeonato Mundial de 2013 fue el goleador con 40 goles sobre 66 tiros, ubicándose en la posición 13 de la tabla general de goleadores del torneo.
Federico se retiró de la Selección nacional tras finalizar su participación en los Juegos Olímpicos de París 2024.

## Selección nacional

### Campeonato Panamericano
- Medalla de oro en el Campeonato Panamericano 2010
- Medalla de oro en el Campeonato Panamericano 2012
- Medalla de oro en el Campeonato Panamericano 2014
- Medalla de bronce en el Campeonato Panamericano 2016
- Medalla de oro en el Campeonato Panamericano 2018

### Juegos Panamericanos
- Medalla de oro en los Juegos Panamericanos de 2011
- Medalla de plata en los Juegos Panamericanos de 2015
- Medalla de oro en los Juegos Panamericanos de 2019
- Medalla de oro en los Juegos Panamericanos de 2023

### Campeonato Sudamericano y Centroamericano
- Medalla de oro en el Campeonato Sudamericano y Centroamericano de Balonmano Masculino de 2020
- Medalla de plata en el Campeonato Sudamericano y Centroamericano de Balonmano Masculino de 2022
- Medalla de plata en el Campeonato Sudamericano y Centroamericano de Balonmano Masculino de 2024

### Juegos Suramericanos
- Medalla de plata en los Juegos Suramericanos de 2018
- Medalla de oro en los Juegos Suramericanos de 2022

## Clubes
- UNLU (2008-2011)
- Globalcaja Ciudad Encantada (2011-2013)
- UNLU (2013-2018)
- San Fernando (2019-Presente)

## Premios
- Olimpia de plata (2019)[6]